# Copa de Naciones del Golfo de 2013
La Copa de Naciones del Golfo de 2013, oficialmente 21ra Copa del Golfo Arábigo (en inglés: 21st Arabian Gulf Cup; y en árabe: كأس الخليج العربي 21‎), fue la vigésimo primera edición de la Copa de Naciones del Golfo, torneo de fútbol a nivel de selecciones nacionales organizado por la Unión de Asociaciones de fútbol árabes (UAFA). Se llevó a cabo en Baréin, del 5 al 18 de enero de 2013, y contó con la participación de 8 seleccionados nacionales masculinos.
La selección de los Emiratos Árabes Unidos se consagró campeona del certamen por segunda vez en su historia, en una gran campaña que incluyó cinco victorias en igual cantidad de partidos jugados. Fue la primera oportunidad en la que se consagró fuera de su territorio. En la final, venció a Irak por 2-1, después de disputar la prórroga.

## Elección del país anfitrión
La ciudad de Basora, en Irak, fue elegida en principio como la sede de la vigésimo primera edición del torneo del golfo. Sin embargo, en noviembre de 2011, el certamen se trasladó a Baréin, decisión motivada, principalmente, por los controles de infraestructura previos que se hicieron sobre la nación iraquí. Tras la determinación, se eligió a Irak como sede de la 22da edición de la copa, a disputarse a fines de 2014.

## Sedes
Baréin presentó dos estadios, ubicados en las ciudades de Madinat 'Isa y Riffa, para albergar los partidos de la copa.
| Madinat 'Isa                    | Riffa                       |
| ------------------------------- | --------------------------- |
| Gobernación Central (UTC+03:00) | Gobernación Sur (UTC+03:00) |
| Estadio Ciudad Deportiva Califa | Estadio Nacional            |
| Capacidad: 20 000               | Capacidad: 35 000           |
|                                 |                             |

## Formato
Las 8 selecciones participantes fueron divididas en 2 grupos de 4 equipos cada una. Dentro de cada grupo, las selecciones se enfrentaron bajo el sistema de todos contra todos, a una sola vuelta, de manera tal que cada una de ellas disputó tres partidos. Los puntos se computaron a razón de 3 —tres— por partido ganado, 1 —uno— en caso de empate y 0 —cero— por cada derrota.
Las dos selecciones mejor ubicadas en la tabla de posiciones final de cada grupo pasaron a las semifinales. En dicha instancia, el primero de una zona enfrentó al segundo de la otra en un solo partido. Los perdedores disputaron el partido por el tercer puesto. Los ganadores se cruzaron en la final, cuyo vencedor se consagró campeón.

## Equipos participantes
| Equipos participantes | Equipos participantes  | Equipos participantes | Equipos participantes |
| --------------------- | ---------------------- | --------------------- | --------------------- |
| Arabia Saudita        | Catar                  | Irak                  | Omán                  |
| Baréin                | Emiratos Árabes Unidos | Kuwait                | Yemen                 |

### Sorteo
El sorteo de la competición se llevó a cabo el 18 de octubre de 2012 en Baréin.
A la derecha de cada selección, se marca su posición en la Clasificación mundial de la FIFA al momento del sorteo (correspondiente al mes de octubre de 2012). Baréin, como anfitrión, fue asignado al grupo A, mientras que la selección de Kuwait, vigente campeona, integró el grupo B.
| Bombo 1 Cabezas de serie                                                                          | Bombo 2             | Bombo 3                          | Bombo 4                                  |
| ------------------------------------------------------------------------------------------------- | ------------------- | -------------------------------- | ---------------------------------------- |
| Baréin (115) (anfitrión, asignado al grupo A) Kuwait (112) (vigente campeón, asignado al grupo B) | Irak (80) Omán (95) | Catar (101) Arabia Saudita (113) | Emiratos Árabes Unidos (116) Yemen (157) |

## Fase de grupos
- Los horarios son correspondientes a la hora de Baréin (UTC+3:00).

### Grupo A
| Selección              | Pts | PJ | PG | PE | PP | GF | GC | Dif |
| ---------------------- | --- | -- | -- | -- | -- | -- | -- | --- |
| Emiratos Árabes Unidos | 9   | 3  | 3  | 0  | 0  | 7  | 2  | 5   |
| Baréin                 | 4   | 3  | 1  | 1  | 1  | 2  | 2  | 0   |
| Catar                  | 3   | 3  | 1  | 0  | 2  | 3  | 5  | –2  |
| Omán                   | 1   | 3  | 0  | 1  | 2  | 1  | 4  | –3  |

| 5 de enero de 2013 | Baréin | 0:0     | Omán | Estadio Nacional, Riffa                                     |                                                             |
| 19:15 (UTC+3:00)   |        | Reporte |      | Asistencia: 35 000 espectadores Árbitro(s): Ravshan Irmatov | Asistencia: 35 000 espectadores Árbitro(s): Ravshan Irmatov |

| 5 de enero de 2013 | Catar              | 1:3 (1:2) | Emiratos Árabes Unidos                     | Estadio Ciudad Deportiva Califa, Madinat 'Isa                |                                                              |
| 21:15 (UTC+3:00)   | Ibrahim 11' (pen.) | Reporte   | Abdulrahman 13' · Mabkhout 28' · Ahmed 66' | Asistencia: 20 000 espectadores Árbitro(s): Khalil Al Ghamdi | Asistencia: 20 000 espectadores Árbitro(s): Khalil Al Ghamdi |

| 8 de enero de 2013 | Catar                             | 2:1 (0:0) | Omán                 | Estadio Nacional, Riffa                                      |                                                              |
| 16:15 (UTC+3:00)   | Ibrahim 56' (pen.) · El-Sayed 88' | Reporte   | Al-Hadhri 71' (pen.) | Asistencia: 5 000 espectadores Árbitro(s): Mukhtar Al Yarimi | Asistencia: 5 000 espectadores Árbitro(s): Mukhtar Al Yarimi |

| 8 de enero de 2013 | Baréin        | 1:2 (0:1) | Emiratos Árabes Unidos    | Estadio Nacional, Riffa                               |                                                       |
| 19:15 (UTC+3:00)   | Al-Malood 75' | Reporte   | Mabkhout 40' · Hassan 85' | Asistencia: 35 000 espectadores Árbitro(s): Ali Sabah | Asistencia: 35 000 espectadores Árbitro(s): Ali Sabah |

| 11 de enero de 2013 | Emiratos Árabes Unidos | 2:0 (0:0) | Omán | Estadio Ciudad Deportiva Califa, Madinat 'Isa                |                                                              |
| 17:45 (UTC+3:00)    | Khalil 84', 87'        | Reporte   |      | Asistencia: 7 000 espectadores Árbitro(s): Yousef Al-Marzouq | Asistencia: 7 000 espectadores Árbitro(s): Yousef Al-Marzouq |

| 11 de enero de 2013 | Baréin           | 1:0 (1:0) | Catar | Estadio Nacional, Riffa                                   |                                                           |
| 17:45 (UTC+3:00)    | Aaish 25' (pen.) | Reporte   |       | Asistencia: 35 000 espectadores Árbitro(s): Viktor Kassai | Asistencia: 35 000 espectadores Árbitro(s): Viktor Kassai |

### Grupo B
| Selección      | Pts | PJ | PG | PE | PP | GF | GC | Dif |
| -------------- | --- | -- | -- | -- | -- | -- | -- | --- |
| Irak           | 9   | 3  | 3  | 0  | 0  | 5  | 0  | 5   |
| Kuwait         | 6   | 3  | 2  | 0  | 1  | 3  | 1  | 2   |
| Arabia Saudita | 3   | 3  | 1  | 0  | 2  | 2  | 3  | –1  |
| Yemen          | 0   | 3  | 0  | 0  | 3  | 0  | 6  | –6  |

| 6 de enero de 2013 | Kuwait                     | 2:0 (0:0) | Yemen | Estadio Ciudad Deportiva Califa, Madinat 'Isa                |                                                              |
| 16:15 (UTC+3:00)   | Nasser 63' · Al-Mutawa 82' | Reporte   |       | Asistencia: 10 000 espectadores Árbitro(s): Banjar Al-Dosari | Asistencia: 10 000 espectadores Árbitro(s): Banjar Al-Dosari |

| 6 de enero de 2013 | Arabia Saudita | 0:2 (0:1) | Irak                            | Estadio Ciudad Deportiva Califa, Madinat 'Isa             |                                                           |
| 19:15 (UTC+3:00)   |                | Reporte   | Shakir 18' · Hawsawi 72' (a.g.) | Asistencia: 15 000 espectadores Árbitro(s): Viktor Kassai | Asistencia: 15 000 espectadores Árbitro(s): Viktor Kassai |

| 9 de enero de 2013 | Irak      | 1:0 (1:0) | Kuwait | Estadio Ciudad Deportiva Califa, Madinat 'Isa               |                                                             |
| 16:15 (UTC+3:00)   | Ahmad 29' | Reporte   |        | Asistencia: 12 000 espectadores Árbitro(s): Nawaf Shukralla | Asistencia: 12 000 espectadores Árbitro(s): Nawaf Shukralla |

| 9 de enero de 2013 | Yemen | 0:2 (0:1) | Arabia Saudita                   | Estadio Ciudad Deportiva Califa, Madinat 'Isa                  |                                                                |
| 19:15 (UTC+3:00)   |       | Reporte   | Al-Qahtani 32' · Al-Muwallad 86' | Asistencia: 15 000 espectadores Árbitro(s): Mohamed Al-Zarouni | Asistencia: 15 000 espectadores Árbitro(s): Mohamed Al-Zarouni |

| 12 de enero de 2013 | Kuwait     | 1:0 (1:0) | Arabia Saudita | Estadio Nacional, Riffa                                     |                                                             |
| 17:45 (UTC+3:00)    | Nasser 13' | Reporte   |                | Asistencia: 25 000 espectadores Árbitro(s): Ravshan Irmatov | Asistencia: 25 000 espectadores Árbitro(s): Ravshan Irmatov |

| 12 de enero de 2013 | Irak                   | 2:0 (2:0) | Yemen | Estadio Ciudad Deportiva Califa, Madinat 'Isa                  |                                                                |
| 17:45 (UTC+3:00)    | Ismail 16' · Ahmad 36' | Reporte   |       | Asistencia: 10 000 espectadores Árbitro(s): Abdullah Al Hilali | Asistencia: 10 000 espectadores Árbitro(s): Abdullah Al Hilali |

## Fase de eliminatorias

### Cuadro de desarrollo
|  | Semifinales            | Semifinales |                               |       | Final | Final |
|  |                        |             |                               |       |       |       |
|  | 15 de enero – Riffa    |             |                               |       |       |       |
|  |                        |             |                               |       |       |       |
|  | Emiratos Árabes Unidos | 1           |                               |       |       |       |
|  | Emiratos Árabes Unidos | 1           | 18 de enero – Riffa           |       |       |       |
|  | Kuwait                 | 0           |                               |       |       |       |
|  | Kuwait                 | 0           | Emiratos Árabes Unidos (t.s.) | 2     |       |       |
|  | 15 de enero – Riffa    |             | Emiratos Árabes Unidos (t.s.) | 2     |       |       |
|  |                        | Irak        | 1                             |       |       |       |
|  | Irak (p.)              | Irak        | 1                             | 1 (4) |       |       |
|  | Irak (p.)              |             |                               | 1 (4) |       |       |
|  | Baréin                 | 1 (2)       |                               |       |       |       |
|  | Baréin                 | 1 (2)       | Partido por el tercer puesto  |       |       |       |
|  |                        |             |                               |       |       |       |
|  | 18 de enero – Riffa    |             |                               |       |       |       |
|  |                        |             |                               |       |       |       |
|  | Kuwait                 | 6           |                               |       |       |       |
|  | Kuwait                 | 6           |                               |       |       |       |
|  | Baréin                 | 1           |                               |       |       |       |

### Semifinales
| 15 de enero de 2013 | Emiratos Árabes Unidos | 1:0 (0:0) | Kuwait | Estadio Nacional, Riffa                                        |                                                                |
| 16:15 (UTC+3:00)    | Khalil 89'             | Reporte   |        | Asistencia: 30 000 espectadores Árbitro(s): Abdullah Al Hilali | Asistencia: 30 000 espectadores Árbitro(s): Abdullah Al Hilali |

| 15 de enero de 2013 | Irak                                     | 1:1 (1:1, 1:0) (t. s.)(4:2 p.) | Baréin                             | Estadio Nacional, Riffa                                     |                                                             |
| 18:45 (UTC+3:00)    | Mahmoud 18'                              | Reporte                        | Baba 63'                           | Asistencia: 35 000 espectadores Árbitro(s): Ravshan Irmatov | Asistencia: 35 000 espectadores Árbitro(s): Ravshan Irmatov |
|                     |                                          | Tiros desde el punto penal     |                                    |                                                             |                                                             |
|                     | Yasin · Ismail · Salim · Mahmoud · Sabri |                                | Husain · Aaish · Dhiya · Al-Malood |                                                             |                                                             |

### Tercer puesto
| 18 de enero de 2013 | Kuwait                                                                        | 6:1 (2:1) | Baréin   | Estadio Nacional, Riffa                                      |                                                              |
| 15:30 (UTC+3:00)    | Khamis 35', 38', 54' (pen.) · Al Shammari 65' · Al-Mutawa 66' · Al Salimi 71' | Reporte   | Yusuf 1' | Asistencia: 10 000 espectadores Árbitro(s): Banjar Al-Dosari | Asistencia: 10 000 espectadores Árbitro(s): Banjar Al-Dosari |

### Final
| 18 de enero de 2013 | Emiratos Árabes Unidos            | 2:1 (1:1, 1:0) (t. s.) | Irak        | Estadio Nacional, Riffa                                      |                                                              |
| 19:00 (UTC+3:00)    | Abdulrahman 28' · Al Hammadi 107' | Reporte                | Mahmoud 81' | Asistencia: 35 000 espectadores Árbitro(s): Khalil Al Ghamdi | Asistencia: 35 000 espectadores Árbitro(s): Khalil Al Ghamdi |

|                                   |
| Bandera de Emiratos Árabes Unidos |
| Campeón                           |
| Emiratos Árabes Unidos            |
| 2.º título                        |

## Estadísticas

### Tabla general
| Pos. | Equipo                 | Pts | PJ | PG | PE | PP | GF | GC | Dif. | Rend.  |
| ---- | ---------------------- | --- | -- | -- | -- | -- | -- | -- | ---- | ------ |
| 1    | Emiratos Árabes Unidos | 15  | 5  | 5  | 0  | 0  | 10 | 3  | 7    | 100%   |
| 2    | Irak                   | 10  | 5  | 3  | 1  | 1  | 7  | 3  | 4    | 66,66% |
| 3    | Kuwait                 | 9   | 5  | 3  | 0  | 2  | 9  | 3  | 6    | 60%    |
| 4    | Baréin                 | 5   | 5  | 1  | 2  | 2  | 4  | 9  | –5   | 33,33% |
| 5    | Arabia Saudita         | 3   | 3  | 1  | 0  | 2  | 2  | 3  | –1   | 33,33% |
| 6    | Catar                  | 3   | 3  | 1  | 0  | 2  | 3  | 5  | –2   | 33,33% |
| 7    | Omán                   | 1   | 3  | 0  | 1  | 2  | 1  | 4  | –3   | 11,11% |
| 8    | Yemen                  | 0   | 3  | 0  | 0  | 3  | 0  | 6  | –6   | 0%     |

### Goleadores
| Jugador          | Selección              | Goles |
| ---------------- | ---------------------- | ----- |
| Ahmed Khalil     | Emiratos Árabes Unidos | 3     |
| Abdulhadi Khamis | Kuwait                 | 3     |
| Omar Abdulrahman | Emiratos Árabes Unidos | 2     |
| Hammadi Ahmad    | Irak                   | 2     |
| Bader Al-Mutawa  | Kuwait                 | 2     |
| Khalfan Ibrahim  | Catar                  | 2     |
| Ali Mabkhout     | Emiratos Árabes Unidos | 2     |
| Younis Mahmoud   | Irak                   | 2     |
| Yousef Nasser    | Kuwait                 | 2     |

### Mejor jugador
| Jugador          | Selección              |
| ---------------- | ---------------------- |
| Omar Abdulrahman | Emiratos Árabes Unidos |

### Mejor guardameta
| Jugador    | Selección |
| ---------- | --------- |
| Noor Sabri | Irak      |

### Premio al Juego Limpio
| Selección |
| --------- |
| Irak      |